# Капаччо, Джулио Чезаре
Джу́лио Че́заре Капа́ччо (итал. Giulio Cesare Capaccio; 1560—1634) — неаполитанский богослов, историк и поэт.

## Биография и творчество
Получил первоначальное образование в доминиканском монастыре Сан Бартоломео. Учился в Неаполе и Болонье. В 1607 назначен городским секретарем. Один из инициаторов создания неаполитанской Академии дельи Оцьози (Праздных).

### Сочинения
Автор многочисленных сочинений, в том числе трактата в традиции Бальдассаре Кастильоне «Секретарь» (1589), трактата «Об эмблемах» (1592); поэтических сборников — «Мергеллина, рыбацкие эклоги» (1598), «Притчи и басни на народном языке» (1602); путеводителя по Неаполю «Чужестранец» (1634).